# Melaleuca squamea
Melaleuca squamea är en myrtenväxtart som beskrevs av Jacques-Julien Houtou de La Billardière. Melaleuca squamea ingår i släktet Melaleuca och familjen myrtenväxter. Inga underarter finns listade i Catalogue of Life.